# Oscarshamns Tidning (1857)
Oscarshamns Tidning var en dagstidning utgiven från den 21 januari 1857  till 28 december 1859. Tidningen fortsattes av tidningen Hermoder.
1856 blev Oskarshamn stad och det blev möjligt att ge ut en tidning på orten. Bara städer fick ge ut tidningar enligt dåvarande lagstiftning. Utgivningsbevis för tidningen utfärdades för kommissionslantmätaren C. W. Reinius 22 december 1856  och sedan för boktryckerikonstförvanten A. F. Högqvist den 16 maj 1859. Tidningen trycktes hos C. W. Reinius med frakturstil. Den kom ut en gång i veckan onsdagar med 4 sidor per nummer i folioformat, 32,5 x 21,5 cm,  med tre spalter. Priset för en prenumeration var fyra riksdaler riksmynt.